# Louis Henry Davies
 (décembre 2023).
Si vous disposez d'ouvrages ou d'articles de référence ou si vous connaissez des sites web de qualité traitant du thème abordé ici, merci de compléter l'article en donnant les références utiles à sa vérifiabilité et en les liant à la section « Notes et références ».
Louis Henry Davies, né le 4 mai 1845 à Charlottetown et mort le 1er mai 1924 à Ottawa, est un homme politique et juriste canadien.

## Biographie
Il se lance en politique en se faisant élire à l'Assemblée législative de l'Île-du-Prince-Edouard en novembre 1872.
En 1876, il devient premier ministre de sa province.
Membre de l'Halifax Fisheries Commission, en 1877, il instaure le Public Schools Act (obligation pour les enfants d'aller à l'école et création d'un système d'écoles non confessionnelles, pour cela il supprime les écoles catholiques évidemment enseignant en français).
Il démissionne en 1879 mais est élu à la Chambre des communes en 1882 sous l'étiquette libérale. À l'instar de James Colledge Pope, autre ancien premier ministre de l'Île-du-Prince-Edouard, il devient lui aussi Ministre de la Marine et des Pêcheries en 1896, sous le gouvernement de Wilfrid Laurier.
Il quitte ses fonctions en 1901 pour devenir juge (puis juge en chef en 1918) à la Cour suprême du Canada, poste qu'il occupera jusqu'à sa mort en 1924.

## Hommages
Davies a été fait Chevalier par la Reine Victoria en 1897.
Le bâtiment occupé par la Cour suprême de l'Île-du-Prince-Edouard a été nommé en son honneur.